# La vita è un paradiso di bugie
La vita è un paradiso di bugie è un brano musicale composto da Diego Calcagno con musiche di Nino Oliviero, presentato al Festival di Sanremo 1956 nell'interpretazione di Luciana Gonzales.

## Brano
Luciana è una dei sei nuovi artisti , che si presenta al festival del '56. Il brano si aggiudica la terza posizione con 153 voti.
Del brano ci furono molte cover di artisti, come Nilla Pizzi che ne incide un 78 giri dal titolo  La vita è un paradiso di bugie/Nota per nota(RCA Italiana, A25V 0455) ,anche Aurelio Fierro incide una cover dal titolo La vita è un Paradiso di bugie/Nota per nota (Ld A 6041) tra gli altri artisti dell'epoca, Marisa Fiordaliso e Gianni Marzocchi la incise nel lato b Ho detto al sole/La vita è un paradiso di bugie  (Cetra, DC 6469).

## Classifica annuale[3]
| Classifica (1956) | Posizione | Artista          |
| ----------------- | --------- | ---------------- |
| Italia            | 19        | Luciana Gonzales |